# Gimnastičar svjetske klase
Gimnastičar svjetske klase (engl. World class gymnast) je počasni naslov koji Međunarodna gimnastička federacija dodjeljuje gimnastičarima za zapažene ostvaraje na Svjetskim prvenstvima, Olimpijskim igrama i Svjetskim igrama u priznatim disciplinama gimnastičkog športa. Dodjeljuje se samo jednom, bez obzira na to u koliko je disciplina gimnastičar ostvario uspjehe.
Dodjeljuje se gimnastičarima za ostvarenja u sljedećim športovima:
- športska gimnastika
- ritmička gimnastika
- trampolin
- športska aerobika
- akrobatska gimnastika